# Siemireczeński oddział pułkownika Jaruszina
Siemireczeński oddział pułkownika Jaruszina (ros. Семиреченский отряд полковника Ярушина) – oddział wojskowy Białych podczas wojny domowej w Rosji.
6 lipca 1918 roku płk Paweł P. Iwanow-Rinow, dowódca Stepowego Syberyjskiego Korpusu Armijnego, stacjonującego w Omsku, rozkazał płk. Fiodorowi G. Jaruszinowi sformować w Semipałatyńsku mieszany oddział wojskowy w ramach Samodzielnej Armii Zachodnio-Syberyjskiej. Został on utworzony 15 lipca tego roku. Funkcję szefa sztabu objął ppłk I. I. Lichanow. W jego skład weszły dwie kompanie 5 Stepowego Pułku Strzeleckiego (ponad 150 żołnierzy), sotnia 3 Syberyjskiego Pułku Kozackiego (ponad 450 żołnierzy z 4 karabinami maszynowymi), pawłodarski oddział praporszczika M. S. Czernowa (ponad 40 żołnierzy), samodzielna kompania kpt. Uszakowa (ok. 50 żołnierzy) i 2 Samodzielna Stepowa Bateria Artylerii Lekkiej (1 działo z obsługą ok. 55 żołnierzy). Oddział miał na wyposażeniu 19 ciężarówek i 2 lekkie samochody. Ogółem siły te liczyły ok. 1 tys. piechoty i kawalerii. Pułkownik F. G. Jaruszin otrzymał zadanie zajęcia Sergiopola, po czym nawiązania kontaktu z oddziałami Białych znajdującymi się w rejonie stanica Urdżarskaja-wieś Bachty. Miało być im przekazanych 700 karabinów ręcznych z amunicją. Następnie należało zdobyć Leninsk i Kopał w celu zorganizowania frontu przeciwko wojskom bolszewickim działającym w środkowej i południowej części Siedmiorzecza. Na opanowanych terenach miały być tworzone nowe oddziały Białych. 
Natarcie na Sergiopol było planowane na 16 lipca. Jednakże dzień wcześniej miasto zostało z zaskoczenia zajęte przez oddział kozacki podesauła G. P. Liusilina. W tej sytuacji płk F. G. Jaruszin postanowił oczyścić z bolszewików obszary leżące wokół Sergiopola. W awangardzie Siemireczeńskiego Oddziału nacierał oddział praporszczika M. S. Czernowa, przewożony na ciężarówkach. Dowództwo tymi siłami sprawował kpt. N. D. Winogradow. 18 lipca w okolicy wsi Ałtyn-Kułat nawiązano kontakt z oddziałem podesauła G. P. Liusilina oraz kozackimi oddziałami partyzanckimi ze stanic Kokpietinskaja i Urdżarskaja, które zostały włączone do Siemireczeńskiego Oddziału. Liczyły one ok. 420 ludzi. 19 lipca oddziały kozackie zostały zreorganizowane, otrzymując dowódców plutonów i sotni. Tego dnia główne siły płk. F. G. Jaruszina dotarły do wsi Arkadsk. Wojska bolszewickie w sile ok. 600 żołnierzy z 1 działem i 3 karabinami maszynowymi zajmowały umocnione pozycje na północ od Sergiopola. Walka trwająca od 20 do 21 lipca zakończyła się pełnym zwycięstwem Białych. Zdobyli oni działo i wszystkie karabiny maszynowe, tracąc jedynie 7 zabitych i 20 rannych. 26 lipca została opanowana stanica Urdżarskaja, zaś 28 lipca wieś Makanczi. Następnego dnia bolszewicki oddział I. J. Mamontowa nieoczekiwanie zaatakował Białych, w wyniku czego zginął kpt. N. D. Winogradow wraz z ok. 40 innymi żołnierzami. Po jego śmierci na czele oddziału stanął brat sztabskpt. Winogradow. Biali wycofali się na północny wschód od wsi Makanczi. Odłączyła się od nich kozacka sotnia, która odeszła w kierunku wsi Bachty. W tym czasie w północnym Siedmiorzeczu doszło do wybuchu kozackiego powstania. Kozacy w sile 450 uzbrojonych i 120 nieuzbrojonych ludzi z 4 karabinami maszynowymi pod dowództwem ppłk. N. N. Wiatkina zajęli na przełomie lipca i sierpnia szereg wsi i stanic. Część Kozaków (125 osób z 2 karabinami maszynowymi) na czele ze starsziną wojskowym Byczkowem ruszyła na spotkanie z oddziałem płk. F. G. Jaruszina, ale w rejonie wsi Błagodatnyj została zaatakowana przez bolszewików. Z pomocą przyszła im sotnia z Siemireczeńskiego Oddziału, w wyniku czego Kozacy przeszli do kontrnatarcia, odrzucając bolszewików. 
24 sierpnia gen. P. P. Iwanow-Rinow rozkazał dowódcy 2 Stepowej Syberyjskiej Dywizji Strzeleckiej płk. Władimirowi P. Gulidowowi rozpocząć natarcie w celu opanowania Kraju Ilijskiego i miasta Wiernyj. Brał w nim udział również Siemireczeński Oddział płk. F. G. Jaruszina. Pod koniec sierpnia został on podzielony na prawą kolumnę kpt. Daszkiewicza i lewą kolumnę kpt. Uszakowa. Wznowiły one natarcie w celu zajęcia okolic Leninska i Kopała. Pod naciskiem oddziału kpt. Uszakowa bolszewicy 29 sierpnia opuścili Leninsk. Biali, po połączeniu się z Kozakami ze stanicy Sarkanskaja, ruszyli w kierunku Topolewka-Pokatiłowskoje. 31 sierpnia zaatakowali wieś Pokatiłowskoje, ale zostali odrzuceni. Siły bolszewickie wzmocnił Wiernienski Oddział Mieszany Pietrenki, w rezultacie czego oddział kpt. Uszakowa był zmuszony wycofać się. Z kolei oddział kpt. Daszkiewicza bez walki dotarł 1 września do Sarkandu, gdzie dołączył do niego oddział starsziny wojskowego N. D. Kolca. Tymczasem bolszewicy zaatakowali Leninsk, wyrzucając 6 września Białych ze wsi. Jednakże pod wpływem informacji o nadciąganiu reszty Siemireczeńskiego Oddziału wojska bolszewickie opuściły Leninsk 10 września, odchodząc w rejon wsi Czerkasskoje, a następnie jeszcze bardziej na południe. W I poł. października kolumna kpt. Uszakowa powstrzymała atak oddziałów bolszewickich na stanicę Sarkanskaja. W tym czasie kolumna kpt. Daszkiewicza wspierała kozackich powstańców za frontem w rejonie Czerkasskoje-Saratowskoje-Andriejewskoje, zagrażając abakumskiemu zgrupowaniu wojsk bolszewickich. 2 grudnia została zajęta stanica Abakumowskaja, po czym nastąpiła zimowa przerwa w działaniach wojennych w północnym Siedmiorzeczu. W tym czasie Siemireczeński Oddział został przeformowany w Samodzielną Stepową Brygadę Strzelecką w składzie Samodzielnej Armii Siemireczeńskiej.